# Simon Groot
Simon Nanne Groot (Enkhuizen, 25 oktober 1934 – aldaar, 6 juli 2025) was een Nederlands zaadveredelaar. In 2019 werd aan hem de Wereldvoedselprijs uitgereikt.

## Opleiding en carrière
Groot studeerde aan de Erasmus Universiteit en kwam na zijn dienstplicht in 1956 in het familiebedrijf Sluis & Groot. Hij was de zesde generatie in het bedrijf in zaadproductie en zaadteelt. Hij liep stage in de Verenigde Staten en zag later in Indonesië dat daar gewerkt werd met een kwaliteit zaden die leidde tot een lagere productie en voedseltekorten.
Nadat Sluis & Groot in 1981 verkocht werd, begon Groot een jaar later East-West Seed. Dit bedrijf richt zich op tropische groentezaden in Azië en ging zich later ook richten op Afrika en Latijns-Amerika. Met een Filipijnse partner wist het bedrijf kleine boeren in Azië te overtuigen om zaden te gaan gebruiken die leidden tot een hogere voedselopbrengst.
Groot kreeg in 2019 de Wereldvoedselprijs, omdat hierdoor de levensomstandigheden van 20 miljoen kleine boeren in 60 landen waren verbeterd. Lokale consumenten kregen door betere zaden meer groenten beschikbaar.
- Semantic Scholar: 94549053